# 장세일
장세일(張世一, 1964년 5월 9일 ~ )은 대한민국의 정치인이다.

## 학력
- 영광국민학교 졸업
- 해룡중학교 졸업
- 영광고등학교 졸업
- 동강대학교 사회복지행정과 졸업

## 경력
- 광주매일신문 기자
- 영광군 전문의용소방대장
- 영광군 언론인회 회장
- 영광군 테니스협회 회장
- 영광군 생활체육회 회장
- 군서농공단지협의회 회장
- 대한레저협회 광주전남 상임부회장
- 민주평화통일자문회의 자문위원
- 영광교육지원청 학교폭력추방위원
- 2014.07 ~ 2018.03 제7대 전라남도 영광군의회 의원(민선 6기, 전남 영광군 가 선거구, 무소속→더불어민주당, 초선)
  - 2014.07 ~ 2016.07 제7대 전라남도 영광군의회 전반기 의회운영위원회 위원
  - 2014.07 ~ 2016.07 제7대 전라남도 영광군의회 전반기 자치행정위원회 위원
  - 2014.07 ~ 2016.07 제7대 전라남도 영광군의회 전반기 예산결산특별위원회 위원
  - 2014.09 ~ 2017.08 제7대 전라남도 영광군의회 한빛원자력발전소대책특별위원회 위원
  - 2015.06 ~ 2016.07 제7대 전라남도 영광군의회 전반기 산업건설위원회 위원
  - 2016.07 ~ 2018.03 제7대 전라남도 영광군의회 후반기 의회운영위원회 위원
  - 2016.07 ~ 2018.03 제7대 전라남도 영광군의회 후반기 자치행정위원회 위원
  - 2016.07 ~ 2018.03 제7대 전라남도 영광군의회 후반기 산업건설위원회 위원
  - 2016.07 ~ 2018.03 제7대 전라남도 영광군의회 후반기 예산결산특별위원회 위원
- 2018.07 ~ 2022.06 제11대 전라남도의회 의원(민선 7기, 전남 영광군 제1선거구, 더불어민주당, 초선)
  - 2018.07 ~ 2020.07 제11대 전라남도의회 전반기 의회운영위원회 위원
  - 2018.07 ~ 2020.07 제11대 전라남도의회 전반기 안전건설소방위원회 위원
  - 2020.07 ~ 2022.06 제11대 전라남도의회 후반기 농수산위원회 위원
- 2022. 02 ~ 2022. 03 제20대 대통령 선거 더불어민주당 이재명 대통령 후보 국민플랫폼 전라남도본부 영광본부장
- 2022. 02 ~ 2022.03 제20대 대통령 선거 더불어민주당 이재명 대통령 후보 전라남도당 선거대책위원회 담양군·함평군·영광군·장성군 지역위원회 공동선대위원장
- 더불어민주당 기본소득특별위원회 공동위원장
- 더불어민주당 정책위원회 상임부의장
- 더불어민주당 영광군 지역위원회 수석부위원장
- 2024. 10 ~ 제52대 전라남도 영광군수(민선 8기, 더불어민주당, 초선)

## 역대 선거 결과
|  | 13.26% |

|  | 56.14% |

|  | 41.08% |